# باب بیمر
باب بیمر (انگلیسی: Bob Beemer؛ زادهٔ ۸ فوریهٔ ۱۹۵۵) یک مهندس صدا، و مهندس اهل ایالات متحده آمریکا است.